# Стойко Факиров
Стойко Христов Факиров е български химик, професор в Софийския университет.

## Биография
Стойко Факиров е роден на 19 януари 1936 г. в с. Лешница, Ловешко. Завършва Пълно средно смесено училище „Христо Кърпачев“ (Ловеч) с отличен успех (1954) и специалност химия в Софийския университет (1959). Специализира в СССР.
Преподавател по полимерна химия в Софийския университет. Асистент (1960), доцент (1972) и професор (1987). Началник на лаборатория „Структура и свойства на полимерите“ (1984). Заместник-ректор на университета (1987-1989). Доктор на химическите науки (1982). Научен ръководител на 36 магистърски и 12 докторантски програми.
Гостуващ лектор в университети в Германия, САЩ, Турция, Испания, Португалия и Нова Зеландия. Член на Академията на науките в Ню Йорк, Съюз на учените в България, Българското полимерно общество, Европейското физично общество, Научния съвет на Института за полимерно проучване в Дрезден, Германия (2000). Редактор на международно списание за полимерни материали (1982) и член редакционната му колегия (1994-1997).
Автор на над 250 научни публикации в международни издания и книги, сред които „Структура и свойства на полимерите“, „Наръчник на термопласти“, „Полимерни смеси“, „Trunsreactions in Condensation Polymers“, „Microhardness of Polymers“, „Химия и физика на полимерите“ в съавторство с проф. Иван Панайотов и др. Регистрира 36 български и 11 американски патента.

## Награди
- Награда на Съюз на учените в България за монографията „Структура и свойства на полимерите“ (1985).
- Награда за принос в образованието и науката на Софийски университет (1989).
- Диплом „Александър фон Хумболт“, Германия за изключителни научни постижения в областта на микромулекулярната химия (1971, 2001).
- Почетен знак на Софийски университет „Св. Климент Охридски“ със синя лента за приносите му в преподавателската, научноизследователската и популяризаторска дейности в областта на високомолекулните съединения (2006).
- Медал за забележителни и изключителни изследвания върху съвременни материали и технологии за 2017 г. на Международната асоциация за съвременни материали (IAAM).
- Доктор хонорис кауза на Софийския университет „Свети Климент Охридски“ (2018).